# ロバート・マッキー
ロバート・マッキー（Robert McKee、1941年 - ）は、アメリカ合衆国のシナリオ講師である。世界でもっとも人気のあるシナリオ講師としても知られ、30年もの長きにわたり、世界中の脚本家、小説家、劇作家、詩人、ドキュメンタリー作家、プロデューサー、監督を教育・指導してきた。マッキーの指導を受けた者たちは、物語や劇的なるものに対する彼のあまりにも鋭く、あまりにも深い分析に敬意を表して、師を「現代のアリストテレス」と呼ぶ。

## 業績
マッキーの代表作『ストーリー ロバート・マッキーが教える物語の基本と原則』（Story: Substance, Structure, Style and the Principles of Screenwriting）は、豊富な具体例に基づいて作劇術の基本から応用までを徹底的に論じた名著で、ハリウッドの脚本家やその予備軍をはじめ、小説・演劇なども含めたあらゆる創作に携わる人々にとって、多くの国でバイブルとされてきた。
また、本書は「人を動かす（感動させる）物語」をつくるための、「ストーリーテリング」の技術が凝縮されていることから、コピーライティングや営業、マーケティングの分野の必読書としてビジネスパーソンからの評価も高い。
多くの脚本指南本が「どうやって物語を作るのか（＝How to）」を語っているのに対し、マッキーの著作は「そもそも物語とは何なのか（＝What is）」からしっかりとレクチャーしていることに大きな特徴があり、『ストーリー』のみならず、『ダイアローグ』『キャラクター』をあわせたマッキーの物語創作三部作が、創作のバイブルといわれているゆえんでもある。
マッキーは、20世紀フォックス、ウォルト・ディズニー・スタジオ、パラマウント、MTVなどの大手映画（テレビ）プロダクションのコンサルティングを行っている。また、ピクサー・アニメーション・スタジオ、ABC、BBC、ディズニー、ミラマックス、PBS、ニコロデオン、パラマウント、GLOBOSAT、MNETなどの国際的な映画（テレビ）会社の社員は定期的にマッキーのセミナーを受講している。
トライスター ピクチャーズやゴールデン・ハーベストなどのメジャースタジオのコンサルタントをつとめる。
1991年には『J'accuse: Citizen Kane』でイギリス映画テレビ芸術アカデミーのアワード（イギリスのエミー賞に相当する）を受賞。
ロサンゼルスとロンドンに家がある。

## 影響
【ロバート・マッキーのセミナー受講生の受賞歴】
- アカデミー賞受賞者数　60人　（ノミネート200人）
- エミー賞受賞者数　200人　（ノミネート1,000人）
- 全米監督協会賞（DGA）受賞者数　50人　（ノミネート100人）
- 米・脚本家組合賞（WGA）受賞者数　100人　（ノミネート250人）

【マッキーのセミナー受講生】
ピクサー・アニメーション・スタジオの脚本チームのほか代表的な受講生は以下の通り
- ピーター・ジャクソン（映画監督　代表作『ロード・オブ・ザ・リング』シリーズ、『ホビット』シリーズ）
- ジェーン・カンピオン（映画監督　代表作『ピアノ・レッスン』）
- アンドリュー・スタントン（映画監督：ピクサー・アニメーション・スタジオ所属　代表作『ファインディング・ニモ』、『ウォーリー』）
- ジェフリー・ラッシュ（俳優　代表作『シャイン』、『恋におちたシェイクスピア』）
- ポール・ハギス（映画監督・脚本家　代表作『ミリオンダラー・ベイビー』、『クラッシュ』）
- アキヴァ・ゴールズマン（脚本家・映画プロデューサー　代表作『ビューティフル・マインド』、『ダ・ヴィンチ・コード』）
- ウィリアム・ゴールドマン（脚本家・小説家・劇作家　代表作『明日に向って撃て!』、『大統領の陰謀』）
- ジョーン・リバーズ（コメディアン、女優、作家、プロデューサー、テレビ司会者）
- メグ・ライアン（女優）
- ロブ・ロウ（映画監督・俳優　代表作『アウトサイダー』『ホテル・ニューハンプシャー』）
- デヴィッド・ボウイ（ミュージシャン・俳優）
- カーク・ダグラス（俳優・映画プロデューサー　代表作『スパルタカス』『突撃』『OK牧場の決斗』）
- ジョン・クリーズ（コメディアン・喜劇俳優：モンティ・パイソンのメンバー）

## 脚本セミナー
1984年以来、マッキーのセミナーの受講者の数は100,000人を超え、これまでセミナーを開催した国や都市は多数にのぼる。
【セミナーが開催された都市】
ロスアンゼルス、ニューヨーク、サンフランシスコ、ボストン、ロンドン、パリ、シドニー、トロント、ヘルシンキ、オスロ、ミュンヘン、テルアビブ、オークランド、シンガポール、シンガポール、マドリード、北京、上海、バルセロナ、リスボン、マラガ、ハンブルク、ベルリン、ヨハネスブルグ、ローマ、ストックホルム、サンパウロ、サンティアゴ、ブエノスアイレス、ボゴタ、ブリュッセル、リオデジャネイロ、モスクワ、ソウル、イスタンブール、ハイデラバード、メキシコシティ
また近年、マイクロソフト、ナイキ、ヒューレット・パッカード、シーメンスなどの大企業向けのセミナーも開催している。

## 参考
- アダプテーション - Adaptationマッキーが（本人ではない）出てくる映画。セミナーのシーンがある。

## 著作
マッキーの主著 Story: Substance, Structure, Style and the Principles of Screenwriting は、既に19カ国で翻訳されている。
- 『ストーリー　ロバート・マッキーが教える物語の基本と原則』Story: Substance, Structure, Style and the Principles of Screenwriting (1997)　越前敏弥訳　フィルムアート社　2018年刊行　（2015年『ザ・ストーリー : ハリウッド式人を感動させる物語の創り方』としてダイレクト出版が刊行）
- 『ダイアローグ 小説・演劇・映画・テレビドラマで効果的な会話を生みだす方法』　Dialogue: the Art of Verbal Action for Stage, Page and Screen (2016)　越前敏弥訳　フィルムアート社
- 『キャラクター　登場人物の本質と創作の技法』　Character: The Art of Role and Cast Design for Page, Stage, and Screen (2022)　越前敏弥訳　フィルムアート社
- Storynomics: Story-Driven Marketing in the Post-Advertising World (2018)